# 2480 Papanov
2480 Papanov eller 1976 YS1 är en asteroid i huvudbältet som upptäcktes den 16 december 1976 av den ryska astronomen Ljudmjla Tjernych vid Krims astrofysiska observatorium på Krim. Den har fått sitt namn efter skådespelaren Anatoli Papanov.
Asteroiden har en diameter på ungefär 5 kilometer.